# Bazilika Panny Marie na Sloupu
Bazilika Panny Marie na Sloupu (španělsky:Catedral-Basílica de Nuestra Señora del Pilar) je římskokatolický kostel, ležící ve městě Zaragoza ve Španělsku.

## Popis

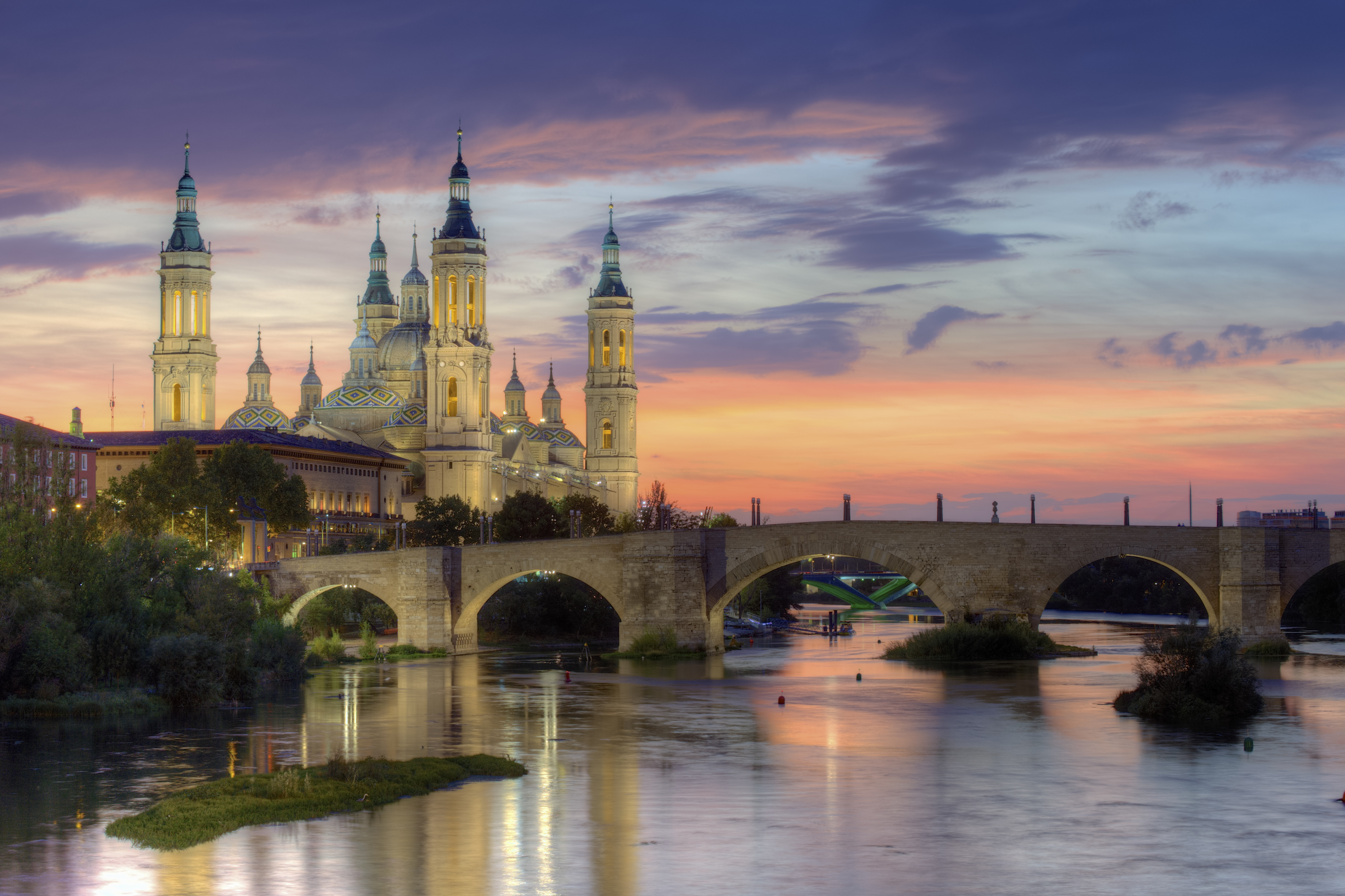
Bazilika Panny Marie na Sloupu a řeka Ebro

Je uváděno, že jde o první kostel v historii zasvěcený Panně Marii. Bazilika Panny Marie na Sloupu je jednou ze dvou menších bazilik v Zaragoze a konkatedrálou k blízké katedrále La Seo. Stavba současné baziliky probíhala převážně v letech 1681 až 1872 v barokním stylu.
Název baziliky pochází od údajného zjevení Panny Marie apoštolu Jakubovi při modlitbě 2. ledna roku 40 n. l. Sloup, který je 39 cm vysoký a vyroben z jaspisu je dnes společně se sochou Panny Marie na Sloupu (Madonna del Pilar) hlavní památkou kostela. Panna Marie na Sloupu je ochránkyní španělského národa a její svátek dne 12. října je ve Španělsku státním svátkem.
Mnoho španělských králů, zahraničních vládců a svatých věnovali modlitbu u této sochy – mezi nimi například sv. Jan od Kříže. Terezie z Ávily, sv. Ignác z Loyoly a blahoslavený Guillaume-Joseph Chaminade.